# Ross Tong
Ross Tong   (Whanganui, 21 d'abril de 1961) és un remer neozelandès, ja retirat, guanyador d'una medalla olímpica. Era el fill del també remer Allan Tong.
El 1984 va prendre part en els Jocs Olímpics d'Estiu de Los Angeles, on guanyà la medalla de bronze en la prova del quatre amb timoner del programa de rem. Formà equip amb Brett Hollister, Barrie Mabbott, Kevin Lawton i Don Symon.
Durant un temps fou entrenador de rem al King's College d'Auckland.